# Intouchable (groupe)
 (mars 2020).
Pour les articles homonymes, voir Intouchable.
Intouchable est un groupe de hip-hop français originaire de Choisy-le-Roi et Orly, dans le Val-de-Marne. Le groupe se compose actuellement de Dry et Demon One. Il eut également comme membres Las Montana et Mamadou « Mamad » Doucouré, tous deux assassinés lors de règlements de comptes, ainsi que Mansa «M.S.» Konaté disparu en 1998. Le groupe fait partie du collectif Mafia K'1 Fry.

## Biographie

### Débuts
Le groupe est fondé par le rappeur Mansa Konaté, dit M.S., et Demon One au début des années 1990. Entouré d'autres membres, initialement Pro176 et une personne du nom de Nordine (Gros Nonor). Ils sont par la suite rejoins par Mokem, Las Montana et Dry puis Mamad, Intouchable se produit principalement dans des concerts de quartier dans le Val-de-Marne (Orly, Choisy-le-Roi). Nordine est le 1er à quitter le groupe.
Au milieu des années 1990, les membres du groupe font partie des fondateurs de la Mafia K'1 Fry[source secondaire souhaitée]. À ce titre, ils apparaissent sur plusieurs morceaux du EP Légendaire et sur l'album Le combat continue d'Ideal J. Premièrement, c'est Mokem qui apparaitra dans La voie que j'ai donnée à ma vie paru sur la compilation Nouvelle Donne. Par la suite Las Montana assurera les chœurs du morceau Hardcore, tandis que Demon One apparaîtra sur L'amour et Dry sur Showbizness 98, tout les 3 sur le second album de ideal J.[source secondaire souhaitée]

### Succès public
À la fin des années 1990, le groupe traverse une période de turbulences. L’arrivée de Mokem, introduit par Pro176, marque le début des tensions internes. Bien que son intégration n’ait pas fait l’unanimité parmi les membres, Mokem est accepté dans le collectif. Peu après, il provoque l’exclusion de Pro176, malgré le fait que ce dernier ait facilité son entrée dans le groupe[source secondaire souhaitée]. Par la suite, Dry et LAS rejoignent l’équipe, mais sont relégués à un rôle de simples backeurs sous l’impulsion de Mokem[source secondaire souhaitée]. Ce dernier demande également l’éviction de Demon One, qu’il juge trop ancré dans la rue et peu impliqué artistiquement. C’est à ce moment-là que le collectif, en désaccord avec cette décision, choisit de se séparer de Mokem. Dans la même période arrive la disparition de Mansa Konaté, en 1998 alors en fuite car suspecté du meurtre d'un automobiliste sur la nationale n°7. Peu de temps après ces événements, en 1999, LAS Montana est tué dans un contexte de rivalités liées au trafic de stupéfiants. Sa mort marque un tournant tragique pour le groupe, déjà fragilisé par des tensions internes. En 2002, un autre membre proche du groupe, Mamad, est assassiné à son tour lors d’un règlement de compte faisant suite à une affaire d’arnaque. Ces drames successifs affectent profondément le collectif, déjà marqué par des dissensions internes.
Cette période coïncide néanmoins avec le début de la reconnaissance du groupe. En 1999, le morceau réalisé en collaboration avec 113, Hold-up, devient un énorme succès public. Multidiffusé en radio, il contribue à la reconnaissance du 113 et de leur album Les Princes de la Ville ; Intouchable les accompagnera alors en tournée.
Si le premier album d'Intouchable, Les points sur les I, obtient essentiellement un succès d'estime, le groupe jouit d'une véritable renommée et multiplie les collaborations. Ils travaillent ainsi avec Oxmo Puccino, le chanteur américain Houston, apparaissent sur la bande originale du film Taxi 3, et apparaissent sur les albums de Rohff, Manu Key ou Kery James.

### Suites
En 2005, le groupe sort son second album. Baptisé La Vie de rêve, ce disque compte une nouvelle collaboration avec le 113, ainsi que le single La Gagne. En duo avec Tonton David, ce titre connaît un certain succès. C'est à partir de cette période que les deux membres du groupe, Dry et Demon One, décident de s'autoriser des expériences solos. Demon One est l'auteur de l'album Démons et Merveilles (2008) alors que Dry réalise Les derniers seront les premiers (2009) et Tôt Ou Tard (2012). Il s'est également distingué lors de multiples collaborations avec le groupe Sexion d'Assaut, dont il est très proche. Il apparaît notamment sur un de leurs tubes, Wati by Night. C'est aux côtés d'Alpha 5.20 et de Doudou Masta qu'ils jouent dans le film African Gangster en 2011[source secondaire souhaitée].
Le 14 octobre 2013, Dry publie l'album Maintenant ou Jamais, dans lequel il raconte sa vie de jeune et lorsqu'il est entré dans la Mafia K'1 Fry[source secondaire souhaitée].
Le 12 février 2016, Dry annonce le single et le clip vidéo Vieux Père, avant la sortie de son nouvel EP 7 titres De la Pure pour les Durs 2 Vol.1.
Le 27 juillet 2018, Dry revient comme prévu avec son EP de 7 titres De la Pure pour les Durs 2 Vol.1, suivi du second volume le 8 mars 2019.
Le 14 mai 2021, Dry est de retour avec un nouvel album intitulé Dysnomia.
Un nouvelle album D'Intouchable, Les barres sur les T est prévu pour 2025.

## Membres

### Membres actuels
- Demon One (quitte le Wati B en 2008 mais reste dans le groupe)
- Dry

### Anciens membres
- MS (disparu en 1998)
- Las Montana (assassiné en 1999)
- Mamad (assassiné en 2002)
- Kimbak du 9.4 (mort en 2004)
- Mokem
- Pro176
- Nordine

## Discographie

### Albums studio
- 2000 : Les Points sur les I (Flavor)
- 2005 : La Vie de rêve (EMI)[8]
- 2025 : Les barres sur les T

### Maxis et mixtapes
- 1999 : Les Points Sur Les I
- 2001 : I Have a Dream
- 2005 : Original Mix-Tape

### Albums collaboratifs
- 1997 : Les Liens sacrés (avec la Mafia K'1 Fry)
- 1999 : Légendaire (avec la Mafia K'1 Fry)
- 2003 : La Cerise sur le Ghetto (avec la Mafia K'1 Fry)
- 2007 : Jusqu'à la Mort (avec la Mafia K'1 Fry)

## Apparitions
- 1997 : Ideal J feat. 113 et Mokem (Intouchable) - La voie que j'ai donnée à ma vie (sur la compilation Nouvelle Donne)
- 1998 : 113 feat. OGB, Rohff et Mokem (Intouchable) - Les évadés (sur l'album de 113, Ni barreaux, ni barrières, ni frontières)
- 1998 : Ideal J feat. Rohff & Demon One (Intouchable) - L'amour (sur l'album de Ideal J, Le combat continue)
- 1998 : Ideal J feat. Las Montana (Intouchable) - Hardcore (sur l'album de Ideal J, Le combat continue)
- 1998 : Ideal J feat. Dry (Intouchable), Karlito, AP (113) & OGB - Showbizness 98, (sur l'album de Ideal J, Le combat continue)
- 1998 : Manu Key feat. Dry - J'ai rien promis (sur l'album de Manu Key, Manu Key)
- 1999 : 113 feat. Intouchable - Hold-up (sur l'album du 113, Les Princes de la ville)
- 1999 : Rohff feat. Intouchable & Karlito - Manimal (sur l'album de Rohff, Le code de l'honneur)
- 1999 : Kennedy feat. Intouchable - La haine au cœur (sur le maxi de Kennedy, Kennedy le sale gosse)
- 2001 : Rohff feat. Mafia K'1 Fry - Le bitume chante (sur l'album de Rohff, La vie avant la mort)
- 2001 : Rohff feat. Dry  - Ssem (sur l'album de Rohff, La vie avant la mort)
- 2001 : Oxmo Puccino feat. Intouchable - Les raisons du crime (sur l'album d'Oxmo Puccino, L'amour est mort)
- 2001 : Kery James feat. Mafia K'1 Fry - C'qui nous perd (sur l'album de Kery James, Si c'était à refaire)
- 2001 : Intouchable - Freestyle (sur la mixtape Pur son ghetto Vol.1)
- 2001 : Manu Key feat. Intouchable - À vive allure (sur l'album de Manu Key, Manuscrit)
- 2001 : Demon One - Une histoire (sur la compilation Vitry club)
- 2001 : Intouchable feat. OGB - Rap local (sur la compilation Vitry club)
- 2001 : Poésie Urbaine feat. Intouchable et M. Clyde - Sorti de nulle part (sur le maxi de Poésie Urbaine, Réflexion sèche)
- 2003 : Kertra feat. Kodaz, Dry, Demon One et Koma - Le Labyrinthe 2 (sur l'album de Kertra, Le Labyrinthe 2)
- 2003 : Intouchable feat. OGB - Trouble (sur la bande originale du film Taxi 3)
- 2004 : Rohff feat. Intouchable - Ça fait plaisir (sur l'album de Rohff, La fierté des nôtres)
- 2004 : Intouchable feat. Rohff & Kamelancien - La hass (sur la compilation Street Lourd Hall Stars)
- 2004 : Alibi Montana feat. Intouchable - Le son du ghetto (sur l'album d'Alibi, 1260 jours)
- 2004 : Mafia K'1 Fry - Live radio (sur la compile Session freestyle)
- 2004 : Intouchable feat. Rohff - Warriorz (sur la bande originale du film Banlieue 13)
- 2005 : Intouchable - Rap haute performance (sur la compilation Rap performance)
- 2005 : WWO feat. Intouchable - Smak chwili (sur l'album de WWO, W Wyjątkowych okolicznościach)
- 2006 : Singuila feat. Dry - Coup du sort sur la compilation Street couleur)
- 2006 : Dawala feat. Boro Sangui et Dry - Nouveau style rap coupé décalé (sur la compilation Street couleur)
- 2006 : Intouchable feat. Courti Nostra - Amène tes oreilles (sur la compilation Street couleur)
- 2006 : Intouchable feat. Natty - Trop vite (sur la compilation Street couleur)
- 2006 : Intouchable - Mafia K'1 Fry (sur la compilation Independenza labels)
- 2006 : Intouchable - La puissance vient du ghetto (sur la compilation Kontract killer)
- 2006 : Intouchable - La niak (sur la compilation Hip-hop Fight)
- 2006 : Booba feat. Intouchable - Au fond de la classe (sur l'album de Booba, Ouest Side)
- 2006 : Intouchable - Interdit en radio (sur la compilation Interdit en radio Vol.2)
- 2006 : Seven feat. Intouchable - Ça fout l'seum (sur l'album de Seven, Mode de vie étrange)
- 2007 : Intouchable feat. Massil, Ritax & Pobouf - La vie d'un jeune (sur la compilation 1re escale)
- 2007 : Intouchable - Novembre 2005 (sur la compilation Block Story)
- 2007 : LMC Click feat. Intouchable - Hymne à la racaille (sur la compilation Représente ta rue Vol.2)
- 2007 : Manu Key feat. Intouchable - Le genre de mec (sur l'album de Manu Key, Prolifique Vol.2)
- 2007 : Intouchable - Chant de bataille (sur la compilation Ghetto truands et associés)
- 2007 : Mokem - À l'affut (sur la compilation Ghetto truands et associés)
- 2007 : Mafia K'1 Fry - On vous gêne (sur la bande originale du film Taxi 4)
- 2007 : Beli Blanco feat. Intouchable - Enragés
- 2007 : Intouchable feat. Alibi Montana et SMS Click - Tout le monde à terre (sur la compilation Premier combat Vol.1)
- 2007 : Intouchable feat. Six Coups MC et Sir Doum's - Les vrais escrocs sont en costard (sur la compilation Parole d'escrocs)
- 2007 : Sang Pleur feat. Intouchable et Siko - Block O.P.ratoire (sur la compilation Block O.P.ratoire)
- 2008 : Kayliah feat. Intouchable, Lino, Jacky et 2 Bal - L'hymne du ghetto Remix (sur l'album de Kayliah, Caractère)
- 2008 : L'Skadrille feat. Intouchable - T'as joué au con Part II (sur l'album de L'Skadrille, Des roses et des flingues)
- 2008 : Gooki feat. Intouchable et Dawala - Mon Rap (sur l'album de Gooki, Trop de choses à dire)
- 2009 : Mister You feat. Intouchable - Le Guide de la débrouille (sur l'album a Misteur You, Arrete You si tu peux)
- 2009 : AP du 113 feat. Dry et OGB - Tempéraments (sur l'album de AP du 113, Discret)
- 2011 : Assoce 2 Malfrats feat. Intouchable - Pour ceux qui ont oublié (sur l'album d'Assoce 2 Malfrats, L'amour du danger)
- 2022 : Rimkus feat. Intouchable - 94 sur la plaque (sur la mixtape 94 val de rap)
- 2025 : Kofs feat. Intouchable - J'viens de là (sur l'album Mon école de Kofs)